# バイオハザード (携帯アプリ)
『バイオハザードシリーズ』は携帯アプリ作品として複数展開されている。
移植、またはアレンジ物が多いが、携帯アプリオリジナルストーリーの作品もある。

## 概要
当初はシューティングなどミニゲーム要素の強いものが多かったが、近年は技術向上により本編に近い作りのものが出ている。
携帯電話のゲームは各キャリアごとにある程度の規制があり、ホラー表現もやや控えめな描写になっている部分がある。例えばゾンビに噛み付かれても出血しない、人体の切断表現が無いなど。

## ネイティブアプリ作品

### バイオハザード・ゾンビバスター
（Vアプリ - 2001年）
シューティングゲーム。レオンとクレアが登場しているので、『バイオハザード2』が題材になっていると思われる。
ドアを開くシリーズおなじみのデモを収録。演出面にも少しこだわりが見られるようになった。
2011年6月1日にdocomo、au、softbank対応でグラフィックを向上させたリメイク版が登場している。
- キャラクター - レオン、クレア

### バイオハザード・ゾンビシューター
（iアプリ - 2001年）
シューティングゲーム。全2作とは違い、ただひたすら6つのマス目に出てくるゾンビ（他のクリーチャーが出ることもある）を撃つ内容。プレイヤーキャラクターは登場しない。
ちなみにこのアプリと前述の『BIOHAZARD A.T.N』、『ゾンビバスター』は海外では未配信である。

### BIOHAZARD A.T.N
（Vアプリ - 2002年）
2002年配信のシューティングゲーム。画面中央には大きくゾンビが、プレイヤーは銃を持った手だけが表示されるなど、インターフェイスは『ガンサバイバーシリーズ』を思わせる。
2002年という携帯アプリゲーム黎明期に出たため容量が乏しく、短編ミニゲーム的な内容となっている。
タイトルのA.T.Nは「AssaulteTheNightmare」の頭文字から取られている。

### バイオハザード THE STORIES
（iアプリ - 2004年8月1日配信、EZアプリ - 2005年、S!アプリ - 2007年11月）
『バイオハザード3』を元にした作品。これまでのアプリと違い、ゲーム本編と同じシステムのアクション制の強い作りになった。ポイント制の一風変わったシステムを持っており、それによってゲームシナリオを購入する形になっている。また、ポイントで着うた、着ムービーの購入も可能である。
ゲーム中は頻繁に通信を行いCGやイベントデータの取得を行う。

### BIOHAZARD THE MISSIONS
（Vアプリ - 2004年12月1日配信、EZアプリ - 2005年）
『バイオハザード3』を元にしたゲーム。従量販売になり、ポイント制やイベントの通信などが無くなった。その代償としてイベントがなくなり、ストーリー要素はやや薄まった。
舞台となるのはラクーン市警察署のみで、アップタウンは登場しない。ゲームの最終目的も街からの脱出ではなく警察署からの脱出になっている。
容量の都合か、背景グラフィックの色が削減されていたり一部ぼかしがかかったようになっている。
- キャラクター - ジル、追跡者、ゾンビ、ハンター

### BIOHAZARD confidential report
（iアプリ - 2005年2月7日配信）
シミュレーションゲーム。独自のオリジナルストーリーが収録されている。
ある施設で起こった謎の爆発の調査にやってきた新米警官タイラーとFBI捜査官ナオミが施設で「極秘実験」に遭遇するというあらすじ。
本作品は家庭用ハードで出ている本編とは時間軸の接点が無く、外伝的な作品とされていると思われる。
- キャラクター - タイラー、ナオミ

### BIOHAZARD the episodes
（iアプリ - 2007年7月2日配信）
新ステージとしてアップタウンが加わった他、敵思考の強化、背景グラフィックの向上が計られたiアプリ版『BIOHAZARD THE MISSIONS』。
ミッション制でステージをクリアしていくミッションモードの他に、携帯オリジナルのストーリーが展開する、エピソードモードが存在する。
- キャラクター - ジル、カルロス、追跡者、ゾンビ、ハンター、ゾンビ犬

### バイオハザードオペレーション
（EZアプリ - 2007年5月24日配信、iアプリ - 2007年11月）
GCのリメイク版『バイオハザード』を元にしている。AU先行配信。ゲームシステムは前作と同じミッション形式を採用。
BREW3.1というこの当時の最新規格のおかげで、これまでの作品とは違い見映えのよいグラフィックの再現が可能となった（GC版のグラフィックエンジンが元になっている）。
しばらくAUの独占配信が続いていたが、後には隠し要素を追加したiモード版も登場した。
シナリオは元作品に同じく、洋館内で事件を解明し脱出することが目的。ミッション形式のため謎解きはなし。
ドアを開く時のデモが『ゾンビバスター』以来久しぶりに復活した。
- キャラクター - クリス、ジル、ゾンビ（クリムゾン・ヘッドにはならず）、ケルベロス、タイラントなど

### バイオハザード4 mobileエディション
（EZアプリ - 2008年2月1日配信）
『バイオハザード4』が元。AU先行配信。KDDIが提唱する、アプリゲームの新規格「FULL GAME」（BREW4.0）の第一弾作品として登場した。
W56T、W54Sに体験版『バイオハザード4 モバイルエディション プレビュー』がプリインストールされている。
ちなみにオフィシャルでの略称は「バイオ4me」。
- キャラクター - レオン、アシュリー

### バイオハザード4 mobileエディション（完全版）
（iOS - 2009年7月配信）
EZ版『バイオハザード4 mobileエディション』の完全版。iOSでも「iPad edition」として1章～12章までと、iPhone版として1章～22章までのがあり、機種によってダウンロード可能なシナリオが異なる。
オフィシャルでの略称は「バイオ4me」。
- キャラクター - レオン、アシュリー、クラウザー

2017年8月24日配信およびアプリ内の課金を終了。

### バイオハザード:ディジェネレーション
（iOS、EZアプリ - 2009年配信）
映画『バイオハザード:ディジェネレーション』のゲーム版
- キャラクター - レオン、クレア

### バイオハザード マーセナリーズVS.
（iOS - 2011年4月10日配信）
オンライン（Wi-Fi、最大4人）またはローカル（Bluetooth、2人）によるCo-opプレイないしシングルマッチが可能。対戦プレイに特化しているが、練習用にオフライン1人プレイモードもある。
攻撃を当てると増え、当てられると減る「メナスゲージ」を貯めると、相手方にメナスクリーチャーを送り込むことが出来る。
- キャラクター - ジル、クリス、ウェスカー

## ブラウザゲーム作品

### BIOHAZARD i SURVIVOR
（iモードブラウザ - 2001年6月4日配信）
オリジナルシナリオで「アンブレラシティ」という街が舞台。選択肢を選んで進めていくタイプのアドベンチャーゲームで、ブラウザ上で『バイオハザードシリーズ』の世界観を楽しむことができる。

### BIOHAZARD Survival Door
（iモード、EZweb、ソフトバンク - 2010年）

### バイオハザード アウトブレイク サバイヴ
（iモード、EZweb、ソフトバンク -ブラウザ　　GREE内にて配信 - 2011年6月配信）

### みんなと バイオハザード クランマスター
（iモード、EZweb、ソフトバンク -ブラウザ　　Mobage内にて配信 - 2012年10月配信）
管理コンピュータの暴走によって閉じ込められた仮想空間上の「ラクーンシティ」から脱出する内容である。

### みんなと バイオハザード チームサバイヴ
（iモード、EZweb、ソフトバンク -ブラウザ　　Mobage内にて配信 - 2013年7月配信、dゲーム内にて配信 - 2014年2月配信）
都市の大半が機能を失った世界を舞台に、プレイヤーは対バイオテロ機関のメンバーとして生き残りをかけて戦う内容となっている。

## ゲーム以外のアプリ

### きせかえ・バイオハザード
携帯用きせかえツールアプリ。リメイク版『バイオハザード』のCG、BGMが使われている。データフォルダ、カメラなどインターフェイス画面がゲーム中のステータス画面と同じものになる。
充電アイコンはグリーン・ブルー・レッドの3色のハーブ。